# Cho Yeong-jae
Cho Yeong-jae (kor. 조영재; * 15. Januar 1999 in Jangseong) ist ein südkoreanischer Sportschütze.

## Erfolge
Cho Yeong-jae begann 2010 mit dem Sportschießen. Auf internationaler Ebene gelang ihm vor den Olympischen Spielen 2024 in Paris keine Podestplatzierung. Bei den Spielen gewann er schließlich seine erste internationale Medaille. Mit der Schnellfeuerpistole erzielte er in der Qualifikation 586 Punkte, womit er als Vierter ins Finale der sechs besten Schützen einzog. Dort hielt er sich alle acht Schussfolgen im laufenden Wettbewerb, sodass er abschließend gegen den Chinesen Li Yuehong um den Olympiasieg schoss. Mit drei Punkten Rückstand ging er in die letzte Schussfolge und traf dann auch nur einmal das Ziel, während Li alle fünf Ziele traf. Mit 25 Punkten wurde Cho somit Zweiter und erhielt die Silbermedaille, hinter Goldmedaillengewinner Li und vor dem mit 23 Punkten drittplatzierten Chinesen Wang Xinjie. Mit der Luftpistole kam Cho derweil nicht über den 14. Platz hinaus. Im Mixed mit der Luftpistole wurde er mit Kim Ye-ji Siebter.
Cho schloss 2022 ein Bachelorstudium in Physical Education an der Korea National Sport University ab.